# Бирманский язык
Бирма́нский язы́к (или мьянма, мьянманский язык; ဗမာစာ: [bəmàsà] — «бама́ са»; မြန်မာဘာသာ: [mjəmàbàðà] — «мьянма́ бата», myanma bhasa) — тоновый, регистровый язык с изохронными слогами, аналитический язык с порядком слов SOV, входит в лоло-бирманскую группу тибето-бирманской подсемьи сино-тибетской (китайско-тибетской) языковой семьи. Письменность — бирманское письмо, восходящее к письменности брахми.
Является официальным языком Мьянмы (бывшей Бирмы). На бирманском говорят бирманцы и некоторые национальные меньшинства, в частности, моны. Среди сино-тибетских языков по численности говорящих он уступает только китайскому. Древнейший из дошедших до нас текстов на бирманском языке — надпись Мьязеди — относится к 1113 году.

## Современное положение

### Социолингвистические сведения
Для мьянманского языкового ареала характерна ярко выраженная диглоссия, характеризующаяся противопоставлением консервативного и архаичного литературно-письменного языка и языка обиходно-разговорного. И литературная, и разговорная формы называются မြန်မာဘာသာ (mranma bhasa [mjəmàbàðà]), где ဘာသာ «язык» — заимствование из пали). Литературный язык используется в официальных публикациях, на радио, в книгах, торжественных речах. Разговорный же язык употребляется в повседневном общении. Данное различие отражено даже в самом слове «язык»: так, если слово စာ («са», [sà]) употребляется применительно к книжному, письменному языку, то စကား («сака» [zəɡá]) — это повседневный разговорный язык. «Бирманский язык», соответственно, может сокращённо именоваться либо မြန်မာစာ «мьанма-са» (письменный), либо မြန်မာစကား «мьанма-сака» (устный). (Вместо слова မြန်မာ, «мьанма» может использоваться также вариант ဗမာ, «бама» [bəmà]).
Фонетика и лексика книжного языка за долгое время претерпели сравнительно мало изменений, и современные фонетические и лексические явления его почти не затронули, так что люди, владеющие современным книжным бирманским, могут читать и понимать старинные бирманские тексты без особых затруднений. Заметны и грамматические различия: частицы-модификаторы, используемые в литературном и разговорном бирманских языках, различаются, и, напр., книжной ၌ («хнай'» [n̥aɪʔ]) соответствует разговорная မှာ («хма» [m̥à]).
Сложившуюся языковую ситуацию отражает бирманская пословица «Произношение едва похоже на написание» (ရေးတော့အမှန်၊ ဖတ်တော့အသံ [jédɔ̰ʔəm̥àɴpʰaʔtɔ̰ʔəθàɴ]). Из-за сложности бирманской орфографии лингвистами неоднократно предлагались проекты её упрощения. Однако из-за существования диалектов с консервативной фонетикой реформирование до сих пор не произошло. С другой стороны, некоторые лингвисты, в частности, Минн Латт, предлагают последовать примеру телевидения и вообще отказаться от использования книжного языка. Попытки бирманских писателей-социалистов писать на современном разговорном языке делаются ещё с середины 1960-х годов, но из-за сохраняющейся высокой престижности книжного бирманского успех таких начинаний ограничен: считается, что устному языку «недостаёт серьёзности, авторитетности, величия».
Пример ниже передаёт разницу между формальным и разговорным языками:
| Формальный мьянманский  | ရှစ်လေးလုံးအရေးအခင်း шилелоунайеакхин                                | ဖြစ် пхьи                                                   | သောအခါက тоакхака                                             | လူ лу                                                      | ဦးရေ уйе                                                    | သုံးထောင် тоунтхаун                                             | မျှ хмьа                                                    | သေဆုံး тесхоун                                                | ခဲ့ кхэ                                                     | ကြ чха                                                     | သည်။ ти                                                    |
| Разговорный мьянманский | ရှစ်လေးလုံးအရေးအခင်း шилелоунайеакхин                                | ဖြစ် пхьи                                                   | တုံးက тоунка                                                 | လူ лу                                                      | အယောက် айоу                                                  | သုံးထောင် тоунтхаун                                             | လောက် лау                                                    | သေ те                                                      | ခဲ့ кхэ                                                     | —                                                         | တယ်။ тэ                                                    |
| Пословный перевод       | сущ.                                                      | глагол                                                    | частица                                                   | сущ.                                                      | частица                                                   | наречие                                                   | частица                                                   | глагол                                                    | частица                                                   | частица                                                   | частица                                                   |
| Пословный перевод       | (Восстание 8888)                                          | (происходить)                                             | (когда произошло)                                         | (люди)                                                    | (счётное слово)                                           | (три тысячи)                                              | (примерно)                                                | (умирать)                                                 | (прошедшее время)                                         | (маркер множественного числа)                             | (конечная частица)                                        |
| Перевод                 | В ходе «Восстания 8888» погибло около трёх тысяч человек. | В ходе «Восстания 8888» погибло около трёх тысяч человек. | В ходе «Восстания 8888» погибло около трёх тысяч человек. | В ходе «Восстания 8888» погибло около трёх тысяч человек. | В ходе «Восстания 8888» погибло около трёх тысяч человек. | В ходе «Восстания 8888» погибло около трёх тысяч человек. | В ходе «Восстания 8888» погибло около трёх тысяч человек. | В ходе «Восстания 8888» погибло около трёх тысяч человек. | В ходе «Восстания 8888» погибло около трёх тысяч человек. | В ходе «Восстания 8888» погибло около трёх тысяч человек. | В ходе «Восстания 8888» погибло около трёх тысяч человек. |

В разговорном мьянманском имеются особые гоноративные формы. К примеру, варианты местоимения ငါ («нга» [ŋà]; «я») и နင် («нин» [nɪ̀ɴ]; «ты») используются только в отношении близких людей, которые младше говорящего; использование данных слов в отношении старших и незнакомцев считается крайней грубостью — для обращения к последним используются древние местоимения третьего лица. Кроме того, существует особый пласт монашеской лексики: к примеру, слово «спать» из этого пласта — ကျိန်း («чжин» [tɕéɪɴ]) при нейтральном эквиваленте အိပ် («и» [eɪʔ]). Аналогично, глаголы в значении «умирать» — ပျံတော်မူ (пьантому [pjàɴ dɔ̀ mù]) (о монахе) и သေ («тэ» [θè]) (о мирянине).
Несмотря на значительные отличия между книжным и разговорным языковыми стилями, бирманцы их отдельными языками не считают.

### Диалекты
- Основная статья: Диалекты бирманского языка[англ.]

#### Верхнебирманский и нижнебирманский
Основа литературного стандарта бирманского языка — говоры Верхней Бирмы, окончательно же он сформировался в Янгоне, наиболее влиятельном с точки зрения СМИ городе. До янгонского престижным был диалект Мандалая. Большинство отличий между этими диалектами затрагивают лексику, в фонетике же различия не столь значительны. К примеру, в мандалайском диалекте для местоимения «я» обоими полами используется слово ကျွန်တော် (чжано, tɕənɔ), а в Янгоне же используется особый «женский» вариант местоимения ကျွန်မ (чжанма, tɕəma̰). Кроме того, в верхнебирманских диалектах родственники по женской линии и по мужской носят разные названия, а в нижнебирманских — нет.
| Термин                                          | Верхнебирманские диалекты                             | Нижнебирманские диалекты               | Диалект Мьей                  |
| ----------------------------------------------- | ----------------------------------------------------- | -------------------------------------- | ----------------------------- |
| - Старшая сестра отца - Младшая сестра отца     | - အရီးကြီး (ʔəjí dʑí или jí dʑí) - အရီးလေး (ʔəjí lé или jí lé) | - ဒေါ်ကြီး (dɔ̀ dʑí или tɕí tɕí) - ဒေါ်လေး (dɔ̀ lé) | - မိကြီး (mḭ dʑí) - မိငယ် (mḭ ŋɛ̀)   |
| - Старшая сестра матери - Младшая сестра матери | - ဒေါ်ကြီး (dɔ̀ dʑí или tɕí tɕí) - ဒေါ်လေး (dɔ̀ lé)                | - ဒေါ်ကြီး (dɔ̀ dʑí или tɕí tɕí) - ဒေါ်လေး (dɔ̀ lé) | - မိကြီး (mḭ dʑí) - မိငယ် (mḭ ŋɛ̀)   |
| - Старший брат отца - Младший брат отца         | - ဘကြီး (ba̰ dʑí) - ဘလေး (ba̰ lé)                            | - ဘကြီး (ba̰ dʑí) - ဦးလေး (ʔú lé)             | - ဖကြီး (pʰa̰ dʑí) - ဖငယ် (pʰa̰ ŋɛ̀) |
| - Старший брат матери - Младший брат матери     | - ဦးကြီး (ʔú dʑí) - ဦးလေး (ʔú lé)                            | - ဘကြီး (ba̰ dʑí) - ဦးလေး (ʔú lé)             | - ဖကြီး (pʰa̰ dʑí) - ဖငယ် (pʰa̰ ŋɛ̀) |

Из-за доминирования в медиапространстве янгонская речь становится слышна всё чаще в северной части Мьянмы. Верхнебирманские диалекты начинают восприниматься как «просторечные». Многие исчезающие слова считаются сугубо верхнебирманскими.
| Термин                                                | Верхнебирманские диалекты | Литературный язык    |
| ----------------------------------------------------- | ------------------------- | -------------------- |
| - Старший брат (мужчины) - Старший брат (женщины)     | - နောင် (nàʊɴ) - ကို (kò)      | - ကို (kò)             |
| - Младший брат (мужчины) - Младший брат (женщины)     | - ညီ (ɲì) - မောင် (màʊɴ)      | - ညီ (ɲì) - မောင် (màʊɴ) |
| - Старшая сестра (мужчины) - Старшая сестра (женщины) | - မ (ma̰)                  | - မ (ma̰)             |
| - Младшая сестра (мужчины) - Младшая сестра (женщины) | - နှမ (ɲəma̰) - ညီမ (ɲì ma̰)  | - ညီမ (ɲì ma̰)         |

В общем маскулиноцентричные термины родства заменяются феминоцентричными, примером могут являться слова ညီ «ньи», младший брат мужчины, и မောင် «маун», младший брат женщины. Термины вроде နောင် «наун», старший брат мужчины, и နှမ «хнама», младшая сестра мужчины, используются в литературном языке лишь в сложных словах, вроде ညီနောင် «нинаун», братья, и မောင်နှမ «маухнама», брат и сестра.

#### За пределами бассейна Иравади
За пределами бассейна Иравади существуют диалекты, значительно более отличающиеся от литературного: йау (yaw), палау (palaw), мьей, давэй (dawei), интха, дану, ракхине, марма. Несмотря на отличия, большинство этих диалектов взаимопонятны.
В араканском диалекте сохранился звук ɹ, который в мьянманском перешёл в j; ဧ (e) перешёл в ဣ (i). Соответственно, слово «кровь» на литературном языке звучит как သွေး (θwé, туэ), а на араканском — သွီး (θwí, туи).
В диалектах Танинтайи, в частности, мьейском и давэйском, часто уменьшается сила гортанной смычки. В давэйском сохранилась медиаль [-l-], утерянная бирманским уже в древности.

## Письменность

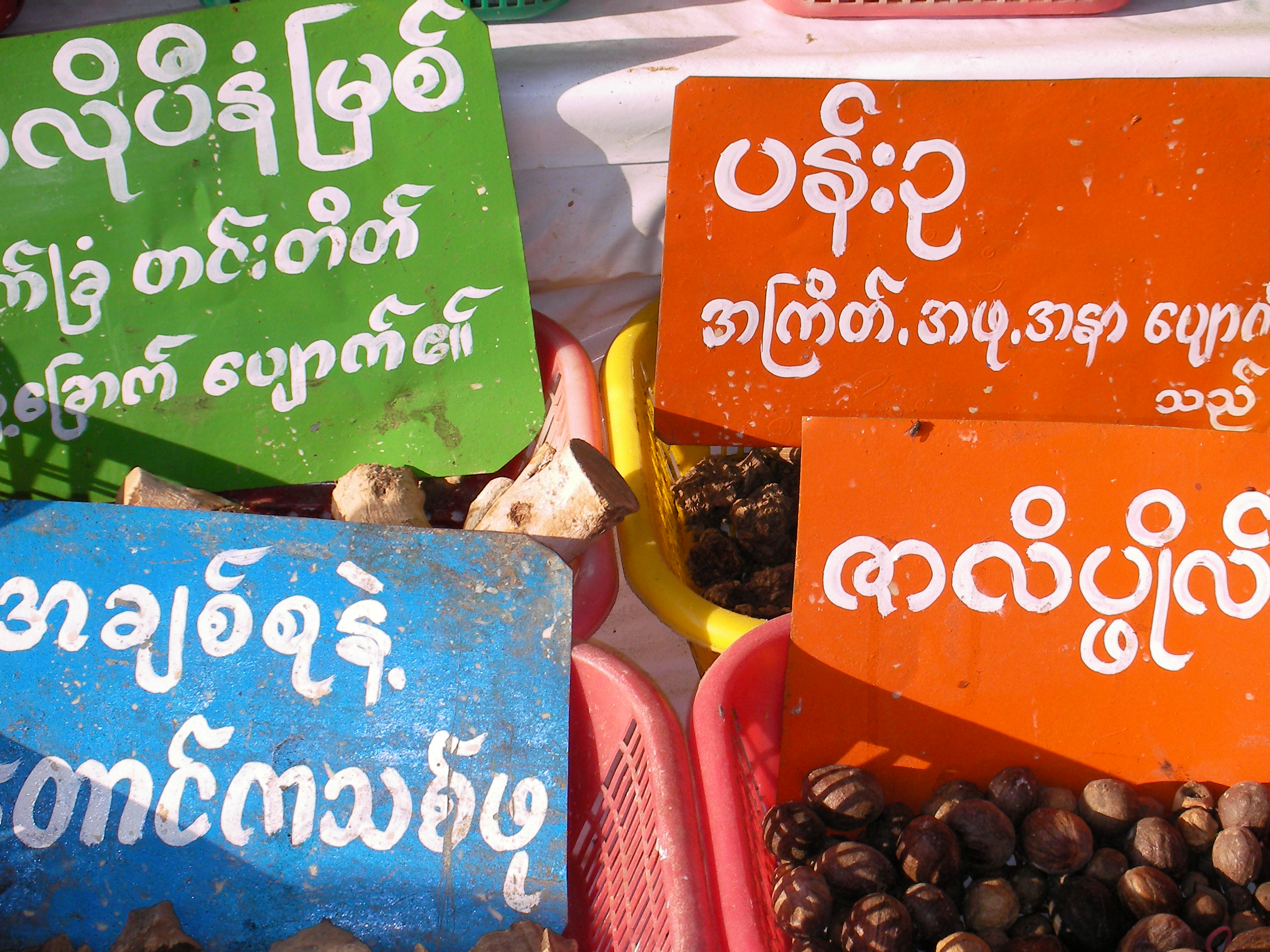
Примеры письма различными стилями

В бирманском алфавите 33 буквы и 12 дополнительных знаков для гласных; записывается слева направо. Пробелов между словами не ставят, хотя для улучшения чтения обычно расставляют пробелы между частями предложения, что упрощает чтение. Алфавит представляет собой абугиду. В алфавитах такого типа каждый знак, обозначающий согласный, по умолчанию считается слогом — сочетанием соответствующего согласного с гласной «а». Для обозначения же слогов с иными гласными к знаку согласного добавляются особые отличительные (диакритические) знаки. Пример: မ «ма» + ိ «и» = မိ «ми». Согласные разделены на шесть артикуляционных групп, называемых «уа» (ဝဂ်), аналогично другим письменностям индийского субконтинента, образованным от древнего алфавита брахми. Дополнительные символы могут располагаться перед, за, над и под буквами:
- ကေ «ке»;
- ကဲ «кэ»;
- ကျ «чжа»;
- ကု «ку».

Изменения в орфографии бирманского языка происходили медленно, и по мере развития языка правописание становилось всё более традиционным и всё менее отражало реальный звуковой состав слов. К примеру, исчезнувшая медиаль [-l-] (္လ) более не отображается на письме, перейдя в [-j-] (ျ) и [-ɹ-] (ြ): к примеру слово школа изменилось с «клон» (က္လောင်, klɔŋ) в «чжаун» (ကျောင်း, tɕáʊɴ). Все назализованные финали ([-n, -m, -ŋ]) сохранились на письме, а в речи они перешли в [-ɴ] (исключение — [-ɲ], который превратился в [i, e, ɛ]). Аналогично, финали [-s, -p, -t, -k] ныне представляют собой гортанную смычку, [-ʔ] (аналогичные изменения произошли и в отдалённо родственном бирманскому китайском языке, в частности, в шанхайском и кантонском диалектах).
Записывать мьянманскую речь начали во времена династии Паган, для чего адаптировали либо монское письмо в 1058 году, либо письмо языка пью в X веке (и та, и другая письменность произошли от одного предка — письма брахми. Изначально форма букв была квадратной, но в XVII веке, благодаря распространению новых материалов для письма — пальмовых листьев и бумаги — знаки письма «округлились».
До XVIII века в бирманской письменности не было общепризнанного способа записи тоновых различий. В XVIII—XIX веках было предложено несколько вариантов реформы, упрощающей письменность за счёт исключения ненужных букв для исчезнувших звуков; стандартизация была проведена колониальным британским правительством. Последнее издание орфографического словаря «Мьанма салунпаун тапунчжан» (မြန်မာစာလုံးပေါင်းသတ်ပုံကျမ်း) появилось в 1978 году по заказу правительства.

## Лингвистическая характеристика

### Фонетика и фонология

#### Согласные
|                      | Губно-губные | Зубные       | Альвеолярные | Постальвеолярные и палатальные | Заднеязычные простые и лабиализованные | Глоттальные | Увулярные |
| -------------------- | ------------ | ------------ | ------------ | ------------------------------ | -------------------------------------- | ----------- | --------- |
| Взрывные и аффрикаты | [pʰ] [p] [b] | [tʰ] [t] [d] | [tʰ] [t] [d] | [tɕʰ] [tɕ] [dʑ]                | [kʰ] [k] [ɡ]                           | [ʔ]         |           |
| Носовые              | [m̥] [m]      | [n̥] [n]      | [n̥] [n]      | [ɲ̥] [ɲ]                        | [ŋ̊] [ŋ]                                |             | [ɴ]       |
| Фрикативные          |              | [θ] [(ð)]    | [sʰ] [s] [z] | [ʃ]                            |                                        | [h]         |           |
| Аппроксиманты        |              | [(ɹ)]        | [(ɹ)]        | [j]                            | [(w̥)] [w]                              |             |           |
| Боковые              |              | [l̥] [l]      | [l̥] [l]      |                                |                                        |             |           |

Звук [ɹ] встречается редко, в топонимах, где сохранилось санскритское произношение или заимствованное из пали, к примеру, в слове Амарапура ([àməɹa̰pùɹa̰]) и в заимствованиях из английского. В остальных местах [ɹ] перешёл в [j], и в заимствованиях из пали заменяется на [j] (йаханда, ရဟန္တာ, [jəhàɴdà], «монах»; йаза, ရာဇ, [jàza̰], «король». Иногда этот звук переходит в [l], как в «тийасхан» (တိရစ္ဆာန်, «животное»), также произносится [təɹeɪʔ sʰàɴ] и [təleɪʔ sʰàɴ]. Аналогично, [w̥] редок, и встречается почти исключительно в иноязычных именах. Звук [ð] встречается редко, обычно в качестве звонкого аллофона фонемы [θ].
Кроме того, в сложных словах глухая инициаль озвончается:
- [kʰ], [k] → [ɡ]
- [tɕʰ], [tɕ] → [dʑ]
- [sʰ], [s] → [z]
- [tʰ], [t] → [d]
- [pʰ], [p] → [b]

Фонема [dʑ], следующая за финалью [ɴ], может превращаться в [j]: «блуза» (အင်္ကျီ, «анчжи») может произноситься как [èɪɴdʑí] или [èɪɴjí].
Фонемы [p], [pʰ], [b], [t], [tʰ], [d] после [ɴ] могут переходить в [m]: «тайнпин» (တိုင်ပင်, [tàɪɴ pɪ̀ɴ], часто произносится как [tàɪɴ mɪ̀ɴ]); «таунпан» (တောင်းပန် [táʊɴ bàɴ]) — как [táʊɴ màɴ]; «лейинпьан» (လေယာဉ်ပျံ, [lèi jɪ̀ɴ pjàɴ]) — как [lèɪɴ mjàɴ].
Носовой звук [ɴ] реализуется в виде назализации предыдущего гласного или в виде носового звука, гоморганичного предыдущему звуку — [mòʊɴdáɪɴ] «гроза» произносится как [mõ̀ũndã́ĩ].
Во многих словах придыхательные согласные указывают на действительный залог или переходный глагол, тогда как непридыхательные — на пассивный залог или непереходный глагол. К примеру, глагол «готовить [еду]» в варианте «чхэ» (ချက်, [tɕʰɛʔ]) означает «готовить», а в варианте «чжэ» (ကျက်, [tɕɛʔ]) означает «быть приготовленным»; «убавлять» в варианте «пхе» (ဖြေ, [pʰjè]) означает «убавлять», а «пье» (ပြေ, [pjè]) означает «убавляться».

#### Гласные
|                         | Монофтонги   | Монофтонги                 | Дифтонги                 | Дифтонги |
| Переднего ряда          | Заднего ряда | Полугласные переднего ряда | Полугласные заднего ряда |          |
| ----------------------- | ------------ | -------------------------- | ------------------------ | -------- |
| Верхнего подъёма        | i            | u                          |                          |          |
| Средне-верхнего подъёма | e            | o                          | ei                       | ou       |
| Среднего подъёма        | ə            | ə                          |                          |          |
| Средне-нижние           | ɛ            | ɔ                          |                          |          |
| Нижнего подъёма         |              | a                          | ai                       | au       |

Монофтонги /e/, /o/, /ə/, /ɔ/ встречаются только в открытых слогах, дифтонги /ei/, /ou/, /ai/, /au/ — только в закрытых. /ə/ может находиться только в слоге с нейтральным гласным, и это единственный гласный, допустимый в слогах такого рода.
Гласные верхнего подъёма /i/ и /u/ и соответствующие части дифтонгов немного централизуются (в [ɪ] и [ʊ]) в закрытых слогах, перед /ɴ/ и /ʔ/. Таким образом, «хни» (နှစ်, /n̥iʔ/, «два») читается [n̥ɪʔ]; «чжаун» (ကြောင်, /tɕàuɴ/, «кошка») читается [tɕàʊɴ].

#### Просодия
Бирманский — слоговой язык. Слог состоит из четырёх компонентов: инициаль (начальный согласный), медиаль (полугласные y, w) и финаль, которую образуют гласный и терминаль (конечнослоговой согласный; им могут быть только ŋ или гортанная смычка ʔ). Медиаль и терминаль могут отсутствовать. В системе согласных представлены триады фонем, противопоставленные по звонкости, глухости и придыхательности, имеются глухие носовые.

#### Тоны
Бирманский — тоновый язык, что означает, что один и тот же слог может произноситься по-разному — с восходящей, нисходящей и другими интонациями. В мьянманском также различаются фонации, громкость, долгота и качество гласных. Некоторые лингвисты считают бирманский регистровым, как шанхайский диалект языка у.
В мьянманском выделяется четыре тона, в нижеприведённой таблице они показаны на примере слога /a/.
| Тон       | Название тона | Обозначение с «а» | Описание |
| --------- | ------------- | ----------------- | --- |
| Низкий    | «нинтан», နိမ့်သံ | à                 | Нормальная фонация, средняя длительность, низкая интенсивность звука, низкая или повышающаяся высота звука                                                       |
| Высокий   | «тэтан» တက်သံ   | á                 | Возможно, несколько придыхательная фонация, относительно долгий звук высокой интенсивности и высокого тембра; перед паузой часто сопровождается падением высоты. |
| Скрипучий | «тэтан» သက်သံ   | a̰                 | Скрипучий или напряжённая фонация, иногда сопровождающаяся лёгкой гортанной смычкой, характеризуется высокой интенсивностью и высоким тембром звука              |
| Входящий  | «тайнтан» တိုင်သံ | aʔ                | Централизованный гласный, оканчивается на гортанную смычку, краткий, высокий тембр                                                                               |

Пример:
- низкий тон /kʰà/ «трясти»;
- высокий /kʰá/ «быть горьким»;
- скрипучий /kʰa̰/ «плата»;
- входящий /kʰaʔ/ «отвлекать».

Входящий тон не может быть присущ слогу, кончающемуся на /ɴ/:
- низкий /kʰàɴ/ «подвергать»;
- высокий /kʰáɴ/ «высыхать»;
- скрипучий /kʰa̰ɴ/ «назначать».

В современном разговорном мьянманском лингвистами фиксируется два тона (орфографически обозначаются все четыре): «высокий», встречающийся в словах, кончающихся на взрывной согласный; и «простой» понижающийся, причём «простой» тон может произноситься с разной высотой. По мнению Л. Тэйлора (англ. L. F. Taylor), тоновая система в бирманском находится в процессе исчезновения.

### Морфология

#### Прилагательные
В мьянманском нет отдельной части речи, аналогичной русскому прилагательному, функцию таких слов несут глаголы качества со значением «быть X»; эти глаголы могут присоединяться к существительному как частица:
разг.: ချောတဲ့လူ (чхотэлу, tɕʰɔ́ dɛ̰ lù);
книж.: ချောသောလူ (чхотолу)
перевод: «быть красивым» + частица + «человек»
Глаголы качества могут образовывать сложные слова с существительным, например, «лучхо» လူချော, lù tɕʰɔ́: «человек» + «быть красивым».
Сравнение выражается конструкцией
X + «тхапо» (ထက်ပို, tʰeʔ pò) + глагол качества,
где X — предмет сравнения.
Превосходная степень образуется с помощью приставки «а» (အ, ʔə) + прилагательное + «схун» (ဆုံး, zóʊɴ).

#### Числительные
Числительные следуют за существительными, к которым относятся. При этом к числительным применяются правила изменения тона и сдвига гласных, в зависимости от окружающих слов.

#### Глагол
Основа бирманского глагола должна иметь хотя бы один суффикс (частицу), отвечающий за выражение грамматического времени, намерения, вежливости, вида глагола и подобного. У многих частиц имеются дублеты для формального и разговорного языка. Глагол без суффиксов выражает повелительное наклонение. Корень глагола всегда остаётся неизменным, глагол не согласуется с субъектом действия ни в лице, ни в числе, ни в роде.
Ниже приведены наиболее частоупотребимые частицы при соединении с корнем глагола «есть», «са» (စား, sá). Само по себе слово စား означает «ешь!».
Суффикс «тэ» (တယ် dɛ̀; книжный вариант — «ти», သည်, ðì) можно рассматривать как маркер настоящего времени и/или утверждения:
စားတယ် («сатэ», sá dɛ̀) — я ем.
Суффикс «кхэ» (ခဲ့, ɡɛ̰) означает, что действие происходило в прошлом. Однако его можно опустить, если время понятно из контекста. В случае, если делается акцент на том, что действие произошло перед другим обсуждаемым действием, частица становится показателем повелительного наклонения. Следует обратить внимание на то, что при одновременном употреблении суффикс «тэ» (တယ်) не означает настоящего времени:
စားခဲ့တယ် (сакхэтэ, sá ɡɛ̰ dɛ̀) — я поел[а].
Частица «не» (နေ, nè) используется для обозначения продолжительного действия, аналог английского «ing»:
စားနေတယ် (санетэ, sá nè dɛ̀) — я ем.
Частица «пьи» (ပြီ, bjì), используемая для выражения значения «выполнение того действия, которое ожидалось», не имеет эквивалента в русском языке.
(စ)စားပြီ (сасапьи, (sə) sá bjì) — [некто ждал, что я начну есть, и вот] я ем.
Частица «мэ» (မယ်, mɛ̀, книжный вариант «мьи», မည်, mjì) используется для указания на будущее время или на то, что действие пока не выполнено:
စားမယ် (самьи, sá mɛ̀) — я буду есть.
Частица «то» (တော့, dɔ̰) совместно с မယ် означает, что действие будет выполнено прямо сейчас.
စားတော့မယ် (сатомьи, sá dɔ̰ mɛ̀) — я прямо сейчас начну есть.
Без «мьи» «то» означает повелительное наклонение:
- စားတော့ (сато, sá dɔ̰) — ешь!

Отрицание глагола образуется с помощью частицы «ма» (မ, mə), добавляющейся впереди глагола.
Суффикс «нэ» (နဲ့, nɛ̰, книжный вариант «хнин», နှင့်, n̥ɪ̰ɴ) указывает на приказ:
မစားနဲ့ (масанэ, məsá nɛ̰ — не ешь!
Суффикс «бу» (ဘူး, bú) означает утверждение:
မစားဘူး (масабу, məsá bú) — я не ем (ты не ешь, он не ест…).

#### Существительные
Существительные получают множественное число в разговорном бирманском при добавлении частицы «туе» (တွေ, dè или tè, если слово кончается на гортанную смычку) и «мьа» (များ, mjà) в книжном. Частица «то» (တို့ to̰) означает собирательное множественное число (группу вещей или лиц, как русское «молодёжь»).
- မြစ် (мьи, mjɪʔ) — река;
- မြစ်တွေ (мьитуе, mjɪʔ tè) — реки (разг.);
- မြစ်များ (мьимьа, mjɪʔ mjá) — реки (книжн.);
- မြစ်တို့ (мьито, mjɪʔ to̰) — реки.

Суффиксы множественного числа не используются с числительными.
ကလေး ၅ ယောက် (кхале нга йау, kʰəlé ŋá jaʊʔ)
ребёнок — пять — счётное слово
«Пять детей».
Хотя в мьянманском нет грамматического рода, гендерные суффиксы используются в названиях животных и растений для обозначения пола: для мужского добавляются суффиксы «тхи» (ထီး, tʰí), «пха» (ဖ, pʰa̰), «пхо» (ဖို, pʰò); женского — «ма» (မ, ma̰).
- ကြောင်ထီး (чхаунтхи, tɕàʊɴ tʰí) — кот;
- ကြောင်မ (чхаунма, tɕàʊɴ ma̰) — кошка;
- ကြက်ဖ (чхэпха, tɕɛʔ pʰa̰) — петух;
- ထန်းဖို (тханпхо, tʰáɴ pʰò) — мужское растение кариоты.

##### Счётные слова
Как и в соседних тайском, китайском и бенгальском языках, в бирманском при счёте пользуются особыми счётными классификаторами. К примеру, нельзя сказать ကလေး ၅ (кале нга, kʰəlé ŋà, «ребёнок пять»), следует вставить после слова «пять» счётное слово для людей: ယောက် (йау, jaʊʔ).
Обычный порядок слов — существительное + числительное + счётное слово. Если число круглое, порядок меняется: существительное + счётное слово + числительное. Единственным исключением является число 10, при котором порядок слов обычный.
Единицы измерения времени — например, «час» (найи, နာရီ), «день» (йэ, ရက်), «месяц» (ла, လ) не требуют счётных слов.

#### Частицы
В бирманском активную роль играют частицы (суффиксы), называющиеся «писси», ပစ္စည်း. Они выражают такие грамматические категории, как наклонение глагола, время, уровень вежливости, из-за чего бывают непереводимы. Согласно Государственному мьянманско-английскому словарю, их 449.
Некоторые частицы меняют часть речи: одной из наиболее популярных является «э», အ (ə), при добавлении в начало слова превращающая его в существительное. К примеру, слово «уин» (ဝင်) означает «входить», а слово «эуин», အဝင် — «вход». В разговорном языке имеется тенденция к опущению второго အ в словах типа «အ + существительное/наречие + အ + существительное/наречие»:
အဆောက်အအုံ (эсхауу, əsʰaʊʔ ú), в полном варианте — «эсхау эоун», əsʰaʊʔ əòʊɴ.

#### Местоимения
Местоимения-подлежащие начинают предложение, хотя в повелительных предложениях и повседневном общении они часто опускаются. Местоимения-дополнения должны иметь суффикс дополнения «ко» (ကို, ɡò; в формальном — «э», အား, á), присоединённый непосредственно к корню. Личные имена обычно заменяются местоимениями. Употребление местоимений зависит от отношения с аудиторией.
Вежливые местоимения первого и второго лица, которыми называют пожилых, учителей и незнакомцев, в средние века использовались в качестве местоимений третьего лица. В разговоре с обозначенными группами говорящий использует для себя местоимение третьего лица: мужчины — «чжанто» (ကျွန်တော်, tɕənɔ̀), женщины — «чжанма» (ကျွန်မ, tɕəma̰); оба местоимения дословно означают «ваш слуга». Для адресата при этом пользуются местоимениями «мин» (မင်း, mɪ́ɴ; «ваше высочество»), «кхинбьа» (ခင်ဗျား, kʰəmjá; «уважаемый владыка»), от «такхинбуйа», သခင်ဘုရား, или «шин» (ရှင်, ʃɪ̀ɴ; «владыка»)..
В разговоре с ровесником может использоваться местоимение первого лица «нга» (ငါ, ŋà; «я») и местоимение второго лица «нин» (နင်, nɪ̀ɴ; «ты»), однако большинство носителей предпочитают местоимения третьего лица: пожилой человек может называть себя «доле» (ဒေါ်လေး, dɔ̀ lé; «тётя») или «уле» (ဦးလေး, ʔú lé; «дядя»), а молодой — «та» (သား, θá; сын) или «тами» (သမီး, θəmí; дочь).
Основные местоимения:
| Лицо        | Единственное число        | Единственное число                      | Множественное число | Множественное число                                 |
| ----------- | ------------------------- | --------------------------------------- | ------------------- | --------------------------------------------------- |
| Лицо        | Неформально               | Формально                               | Неформально         | Формально                                           |
| Первое лицо | ငါ нга (ŋà)                | ကျွန်တော်♂ чжанто (tɕənɔ̀) ကျွန်မ♀ чжанма (tɕəma̰) | ငါဒို့ нгадо (ŋà do̰)    | ကျွန်တော်တို့♂ чжантодо (tɕənɔ̀ do̰) ကျွန်မတို့♀ чжанмадо (tɕəma̰ do̰) |
| Второе лицо | နင် нин (nɪ̀ɴ) မင်း мин (mɪ́ɴ) | ခင်ဗျား♂ кхинмьа (kʰəmjá) ရှင်♀ шин (ʃɪ̀ɴ)     | နင်ဒို့ ниндо (nɪ̀ɴ do̰)  | ခင်ဗျားတို့♂ кхинмьадо (kʰəmjá) ရှင်တို့♀ шиндо (ʃɪ̀ɴ)           |
| Третье лицо | သူ ту (θù)                 | (အ)သင် атин ((ə)θìɴ)                     | သူဒို့ тудо (θù do̰)     | သင်တို့ тиндо (θìɴ)                                     |

* Множественное число в книжном языке обозначается частицей «то» (တို့), в разговорном — «до» (ဒို့).
♂ используется мужчинами
♀ используется женщинами
Существуют местоимения для буддийских монахов. В зависимости от статуса монаха, к нему обращаются:
- «бунбун» (ဘုန်းဘုန်း, от «бунчжи», ဘုန်းကြီး, «монах»),
- «схайадо» (ဆရာတော်, sʰəjàdɔ̀; «великий учитель»),
- «эшинбуйа» (အရှင်ဘုရား, ʔəʃɪ̀ɴ pʰəjá; «ваше величество»).

В разговоре с монахами по отношению к себе используются следующие местоимения:
| Лицо        | Единственное число                                      | Единственное число                                  |
| ----------- | ------------------------------------------------------- | --------------------------------------------------- |
| Лицо        | Неформально                                             | Формально                                           |
| Первое лицо | တပည့်တော်♀ тапидо                                            | ဒကာ♀ дага dəɡà                                       |
| Второе лицо | ဘုန်းဘုန်း бунбун (pʰóʊɴ pʰóʊɴ) (ဦး)ပဉ္စင်း (у)басхин ((ú) bəzín) | အရှင်ဘုရား ашинбуйа (ʔəʃɪ̀ɴ pʰəjá) ဆရာတော်♂ схайадо (sʰəjàdɔ̀) |

♀ у женщин добавляется частица «ма» (မ)
♂ обычно используется только для настоятеля монастыря
В разговорном мьянманском притяжательные местоимения стягиваются, если корень местоимения имеет низкий тон. В книжном языке этого не происходит: книжное местоимение «и» ၏ (ḭ) выполняет роль притяжательной частицы вместо «йэ» (ရဲ့, jɛ̰).
- ငါ (нга, ŋà, «я») + ရဲ့ = ငါ့ (нга, ŋa̰, «мой»);
- နင် (нин, nɪ̀ɴ, «ты») + ရဲ့ = နင့် (нин, nɪ̰ɴ, «твой»);
- သူ (ту, θù «он, она») + ရဲ့ = သူ့ (ту, θṵ, «его, её»).

«Притяжательное стяжение» затрагивает также некоторые существительные с низким тоном: «аме» (အမေ့), «мьанма» (မြန်မာ့) — соответственно, «мамин» и «мьянманский».

#### Повторение
Редупликация используется для усиления или ослабления значений прилагательных.
- ချော (чхо, tɕʰɔ́ «красивый») → ချောချော (чхочхо, tɕʰɔ́tɕʰɔ́ «очень красивый»).

Многие слова, особенно двусложные прилагательные, при редупликации превращаются в наречия:
- လှပ (хлапа, l̥a̰pa̰ «прекрасный») → လှလှပပ (хлахлапапа l̥a̰l̥a̰ pa̰pa̰ «прекрасно»).

То же верно по отношению к существительным:
- ခဏ (кхана, «момент») → ခဏခဏ (кханакхана, «часто»).

Некоторые существительные редуплицируются для изменения числа:
- ပြည် (пьи, pjì «страна») → အပြည်ပြည် (апьипьи, əpjì pjì «страны»), ср. အပြည်ပြည်ဆိုင်ရာ (апьипьисхайнйа, əpjì pjì sʰàɪɴ jà «международный»);
- အမျိုး (амьи, «тип») → အမျိုးမျိုး (амьимьи, «множество видов»).

Несколько счётных слов редуплицируются для указания на «тот или иной»:
- ယောက် (йуэ, «человек») → တစ်ယောက်ယောက် (тийуэйуэ, «кто-то»);
- ခု (кху, «вещь») → တစ်ခုခု (тикхукху, «что-то»).

### Синтаксис
Обычный порядок слов в бирманском — SOV. Бирманский — моносиллабический язык, то есть к слову (что равноценно «к корню») не могут присоединяться другие слова. Глаголы не спрягаются, существительные не склоняются, однако к ним могут присоединяться частицы. К примеру, глагол «есть, питаться» — «са» (စား, sà) не изменяется при добавлении к нему аффиксов.

### Лексика
Большинство слов в мьянманском односложные и происходят из общего тибето-бирманского пласта лексики, хотя множество слов, особенно заимствованных, содержат несколько слогов. Множество заимствований из пали, английского, монского, а также имеется некоторое количество слов из китайского, санскрита и хинди.
- Заимствования из пали обычно относятся к религии, государственному управлению, искусствам и науке;
- англицизмы — к технике и современным институтам;
- монский оказал на мьянманский активное воздействие: многие заимствования уже таковыми не воспринимаются; монские слова обычно относятся к названиям растений, животных, управлению, ткачеству, ремёслам, кухне, корабельному делу, архитектуре и музыке[6];
- санскритские заимствования — религиозные термины, китайские — названия блюд и игр, хинди — кулинарные, управленческие и корабельные термины[6].

Примеры заимствований:
- страдание: ဒုက္ခ (дукха, doʊʔkʰa̰, от пали «дукха»);
- радио: ရေဒီယို (йэдийо, ɹèdìjò, от английского «radio»);
- метод: စနစ် (сани, sənɪʔ, из монского);
- яичный рулет: ကော်ပြန့် (копьан, kɔ̀pja̰ɴ, от южноминьского 潤餅, jūn-piáⁿ);
- жена: ဇနီး (зани, zəní, от хинди джани);
- лапша: ခေါက်ဆွဲ (кхау схуэ, kʰaʊʔ sʰwɛ́, от шанского ၶဝ်ႈသဵၼ်ႈ, kʰāw sʰēn);
- фут: ပေ (пе, pè), от португальского pé);
- флаг: အလံ (алан, əlàɴ, от арабского علم ʕalam);
- кладовая (ɡòdàʊɴ, от малайского gudang).

Заимствования из разных языков с одним значением могут быть контекстуально различны: слово «луна» имеет варианты လ (ла, la̰; тибето-бирманский), စန္ဒာ/စန်း (санда/сан, [sàɴdà]/[sáɴ]; оба происходят от пали чанда), သော်တာ (тода, θɔ̀ dà, санскрит).
Имеется тенденция двойного заимствования из пали, при котором образуются дублирующиеся слова, произошедшие от одного корня в пали. К примеру, слово из пали мана было заимствовано в мьянманский дважды: မာန (мана, màna̰ «гордыня») и မာန် (ман, màɴ «гордость»).
Кроме того, в заимствованиях часто сочетаются бирманские и заимствованные корни: «самолёт» လေယာဉ်ပျံ (лейинпьан, lè jɪ̀ɴ bjàɴ, «воздух-машина-летать») состоит из လေ ле («воздух», бирманское слово), ယာဉ် йин (заимствование из пали, яна — «транспортное средство») и ပျံ пьан (мьянманское слово, означающее «летать»). Аналогично бирманские слова соединяются и с английскими: «подписывать» — ဆိုင်းထိုး схайн тхо (sʰáɪɴ tʰó, «писать-вписывать»), ဆိုင်း (схайн = «sign») + ထိုး (бирманское слово «вписывать»). Монские заимствования обычно неразличимы, так как обычно записывались на слух — монский и бирманский использовались вместе на протяжении нескольких веков.
Периодически государство стремилось ограничить количество заимствований, особенно из английского, к примеру, в текстах, содержавших слово တယ်လီဗီးရှင် тэйибишан («television»), оно должно было быть заменено на ရုပ်မြင်သံကြား йоумьантанчжа, буквально «видеть картину, слышать звук». Другой пример — слово «транспортное средство»: официально следует использовать ယာဉ် (йин, jɪ̀ɴ, заимствование из пали), а в разговорном языке используется слово ကား (ка, ká «car»). Некоторые англицизмы устарели и более не используются: «университет» ယူနီဗာစတီ йунбасти (jùnìbàsətì) было заменено недавним заимствованием из пали «такато» တက္ကသိုလ် (teʔkəðò), созданным правительством; это изменённое слово «таккатила» တက္ကသီလ, Таксила, древний университет на территории современного Пакистана.

## История изучения
Первый бирманско-иностранный словарь составлен американским баптистским миссионером Адонирамом Джадсоном.

## Пример текста
လူတိုင်းသည် တူညီ လွတ်လပ်သော ဂုဏ်သိက္ခာဖြင့် လည်းကောင်း၊ တူညီလွတ်လပ်သော အခွင့်အရေးများဖြင့် လည်းကောင်း၊ မွေးဖွားလာသူများ ဖြစ်သည်။ ထိုသူတို့၌ ပိုင်းခြား ဝေဖန်တတ်သော ဉာဏ်နှင့် ကျင့်ဝတ် သိတတ်သော စိတ်တို့ရှိကြ၍ ထိုသူတို့သည် အချင်းချင်း မေတ္တာထား၍ ဆက်ဆံကျင့်သုံးသင့်၏။
Lūtinesai tūñe lwatlautso gunsikhkāhpying
laikaung, tūñelwatlautso a-hkwin-ar-myāhpying
laikaung, hmway-hpwalāsūmyā hpyitsai.
Htosūthoet painhkyā waihpāntātso ñānnhaing
čint-wāt si-taso hčeit-thoet-šiča[yue] htosūthoetsai
āčhinnčhinn maittāhtā[yue] sātsan-čing-soun-sin[i].
Перевод:
Все люди рождаются свободными и равными в своём достоинстве и правах. Они наделены разумом и совестью и должны поступать друг с другом в духе братства.

### Бирманские шрифты, поддерживающие Юникод
- MyMyanmar Unicode System Архивная копия от 13 апреля 2019 на Wayback Machine
- Padauk Font Архивная копия от 5 июля 2008 на Wayback Machine